# Echternacherbrück

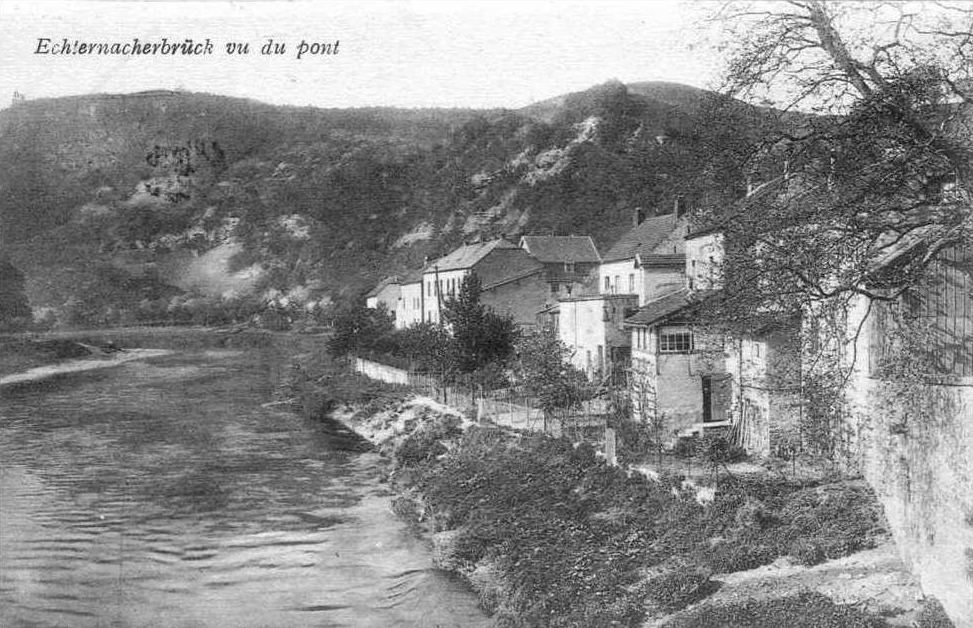
J.M. Bellwald, Echternacherbrück

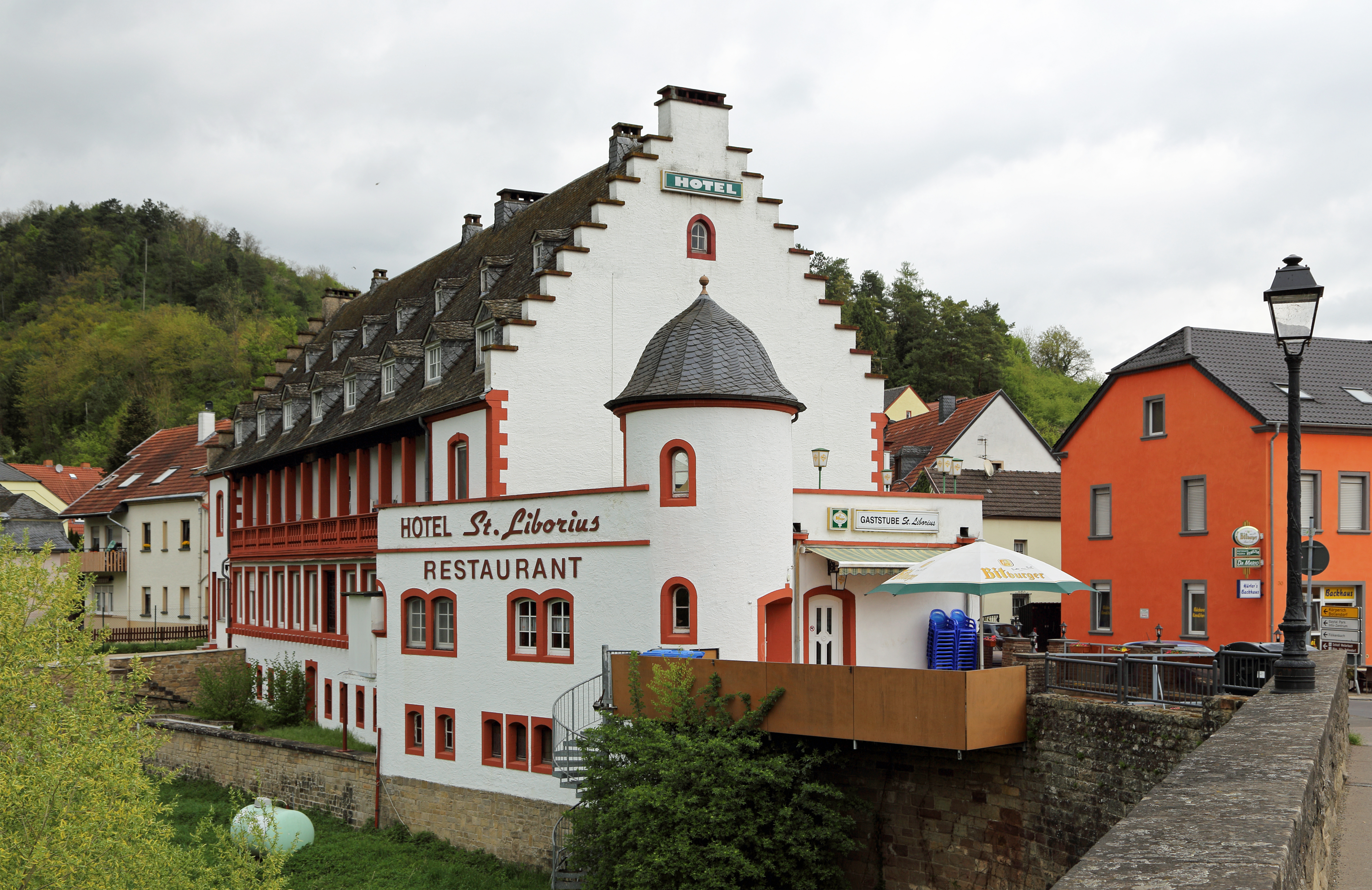
Echternacherbrück, heute

Echternacherbrück ist eine Ortsgemeinde im Eifelkreis Bitburg-Prüm in Rheinland-Pfalz. Sie gehört der Verbandsgemeinde Südeifel an. Echternacherbrück ist ein staatlich anerkannter Erholungsort.

## Geographie
Echternacherbrück liegt in der Südeifel an der Sauer, die hier die Grenze zu Luxemburg bildet, und grenzt im Westen an die Ortsgemeinde Bollendorf, im Norden an die Ortsgemeinden Ernzen und Irrel, im Osten an die Ortsgemeinde Minden, sowie im Süden durch die am rechten (südlichen) Sauerufer liegenden luxemburgischen Gemeinden Echternach und Rosport. Von Trier ist Echternacherbrück etwa 24 km entfernt, bis zur Stadt Luxemburg sind es rund 35 km.
Zu Echternacherbrück gehört auch der Ortsteil Fölkenbach.

## Geschichte
Das Gebiet um Echternacherbrück war schon früh besiedelt, was durch den Fund von Gräbern nachgewiesen werden konnte. Zum einen wurde ein Brandgräberfeld aus der Mitte des 1. Jahrhunderts n. Chr. östlich des Ortes entdeckt. Das Rheinische Landesmuseum Trier konnte hier noch sieben Bestattungen dokumentieren. Zum anderen wurde 1966 nordöstlich von Echternacherbrück ein stark verschliffener Grabhügel mit einem Durchmesser von 15 m beobachtet. Die Zeitstellung des Hügelgrabes ist noch unbekannt.
Der Ort entstand erst nach 1800 durch in der Mehrzahl aus Echternach stammende Bürger. Die 1844 herausgegebene Eiflia illustrata, eine Beschreibung sämtlicher Eifeldörfer, erwähnt zu Echternacherbrück: „Der Weiler Echternacher Brücke hängt durch eine über die Sauer führende Brücke mit dem Städtchen Echternach im Großherzogtum Luxemburg zusammen, wohin sich die Einwohner auch zur Kirche und Schule halten. Der Weiler ist erst seit einigen Jahren entstanden und hat, durch die nahe Grenze begünstigt, an Volkszahl sehr zugenommen. Vor dem Anschlusse Luxemburgs an den Zollverein war ein Grenz-Zollamt zu Echternacher Brücke. Noch jetzt ist eine Post-Expedition hier. Es wurden auch hier Schiffe gebaut.“
Als Folge des Ersten Weltkriegs war die gesamte Region dem französischen Abschnitt der Alliierten Rheinlandbesetzung zugeordnet. Nach dem Zweiten Weltkrieg wurde Echternacherbrück innerhalb der französischen Besatzungszone Teil des damals neu gebildeten Landes Rheinland-Pfalz.
Im 20. Jahrhundert, insbesondere nach dem Zweiten Weltkrieg, nahm die Bevölkerung stark zu. Der Fremdenverkehr und die Lage als Grenzübergang bestimmen die wirtschaftliche Entwicklung des Ortes.

### Bevölkerungsentwicklung
Die Entwicklung der Einwohnerzahl von Echternacherbrück, die Werte von 1871 bis 1987 beruhen auf Volkszählungen:
| Echternacherbrück: Einwohnerzahlen von 1815 bis 2024 | Echternacherbrück: Einwohnerzahlen von 1815 bis 2024 | Echternacherbrück: Einwohnerzahlen von 1815 bis 2024 | Echternacherbrück: Einwohnerzahlen von 1815 bis 2024 | Echternacherbrück: Einwohnerzahlen von 1815 bis 2024 |
| ---------------------------------------------------- | ---------------------------------------------------- | ---------------------------------------------------- | ---------------------------------------------------- | ---------------------------------------------------- |
| Jahr                                                 |                                                      |                                                      |                                                      | Einwohner                                            |
| 1815                                                 | 1815                                                 |                                                      | 0                                                    | 0                                                    |
| 1835                                                 | 1835                                                 |                                                      | 57                                                   | 57                                                   |
| 1871                                                 | 1871                                                 |                                                      | 59                                                   | 59                                                   |
| 1905                                                 | 1905                                                 |                                                      | 75                                                   | 75                                                   |
| 1939                                                 | 1939                                                 |                                                      | 221                                                  | 221                                                  |
| 1950                                                 | 1950                                                 |                                                      | 201                                                  | 201                                                  |
| 1961                                                 | 1961                                                 |                                                      | 449                                                  | 449                                                  |
| 1970                                                 | 1970                                                 |                                                      | 471                                                  | 471                                                  |
| 1987                                                 | 1987                                                 |                                                      | 553                                                  | 553                                                  |
| 1997                                                 | 1997                                                 |                                                      | 582                                                  | 582                                                  |
| 2005                                                 | 2005                                                 |                                                      | 652                                                  | 652                                                  |
| 2011                                                 | 2011                                                 |                                                      | 742                                                  | 742                                                  |
| 2017                                                 | 2017                                                 |                                                      | 920                                                  | 920                                                  |
| 2024                                                 | 2024                                                 |                                                      | 1.089                                                | 1.089                                                |
|                                                      |                                                      |                                                      |                                                      |                                                      |

## Politik

### Gemeinderat
Der Gemeinderat in Echternacherbrück besteht aus 16 Ratsmitgliedern, die bei der Kommunalwahl am 9. Juni 2024 in einer Mehrheitswahl gewählt wurden, und dem Vorsitzenden.

### Bürgermeister
Patrick Zimmermann wurde 2024 Ortsbürgermeister von Echternacherbrück. Gerhard Krämer wurde am 29. Januar 2020 Ortsbürgermeister von Echternacherbrück. Da für eine am 1. Dezember 2019 angesetzte Direktwahl kein gültiger Wahlvorschlag eingereicht wurde, oblag die Neuwahl des Bürgermeisters gemäß rheinland-pfälzischer Gemeindeordnung dem Rat. Dieser entschied sich einstimmig für Krämer. Auch zur Direktwahl am 9. Juni 2024 gab es keine Wahlvorschläge. Daher hat erneut der Gemeinderat die Aufgabe der Wahl. Auf seiner konstituierenden Sitzung am 30. Juli wurden jedoch lediglich Patrick Zimmermann als Erster Beigeordneter, sowie zwei weitere Beigeordnete gewählt.
Krämers Vorgänger Ralf Schrauf hatte sein Amt im September 2019 niedergelegt, nachdem er bei der Direktwahl im Mai 2019 noch mit einem Stimmenanteil von 80,3 % bestätigt worden war.

### Wappen
| Wappen von Echternacherbrück | Blasonierung: „Im roten Schildhaupt eine vierbogige silberne Brücke mit gleichfarbigem Standbild. Darunter im silbernen Hauptschild eine schwarze Kapelle mit Vorbau und Glockentürmchen in Vorderansicht. Zwei Fenster, Tür und Turmluken in Silber, dazu zwei flankierende heraldische rote Lilien, die mit je einem silbernen Kreuz belegt sind. Unten eine blaue Fläche, welche in Wellenform bekrönt ist.“ |
| Wappen von Echternacherbrück | Wappenbegründung: Als beredtes Zeichen für den Ortsnamen Echternacherbrück ist im Schildhaupt eine stilisierte Brücke dargestellt, die seit ihrem Ursprung in der Römerzeit die Ufer des jetzigen Grenzflusses Sauer verbindet. Das silberne Hauptschild zeigt die Liboriuskapelle, die, 1680 erstmals erbaut, dann Ende des 18. Jahrhunderts während der großen Revolution zerstört wurde. Im Wappen werden beiderseits der Kapelle je eine rote heraldische Lilie dargestellt, die mit einem silbernen Kreuz belegt ist und auf den langjährigen, beiderseits der Sauer liegendem Grundbesitz der Abtei St. Willibrord im Mittelalter hinweisen soll. Unten im Wappen eine blaue Fläche mit Wellenabschluss, ein Hinweis auf die Sauer, die 1815 Grenzgewässer wurde. |

## Kultur und Sehenswürdigkeiten

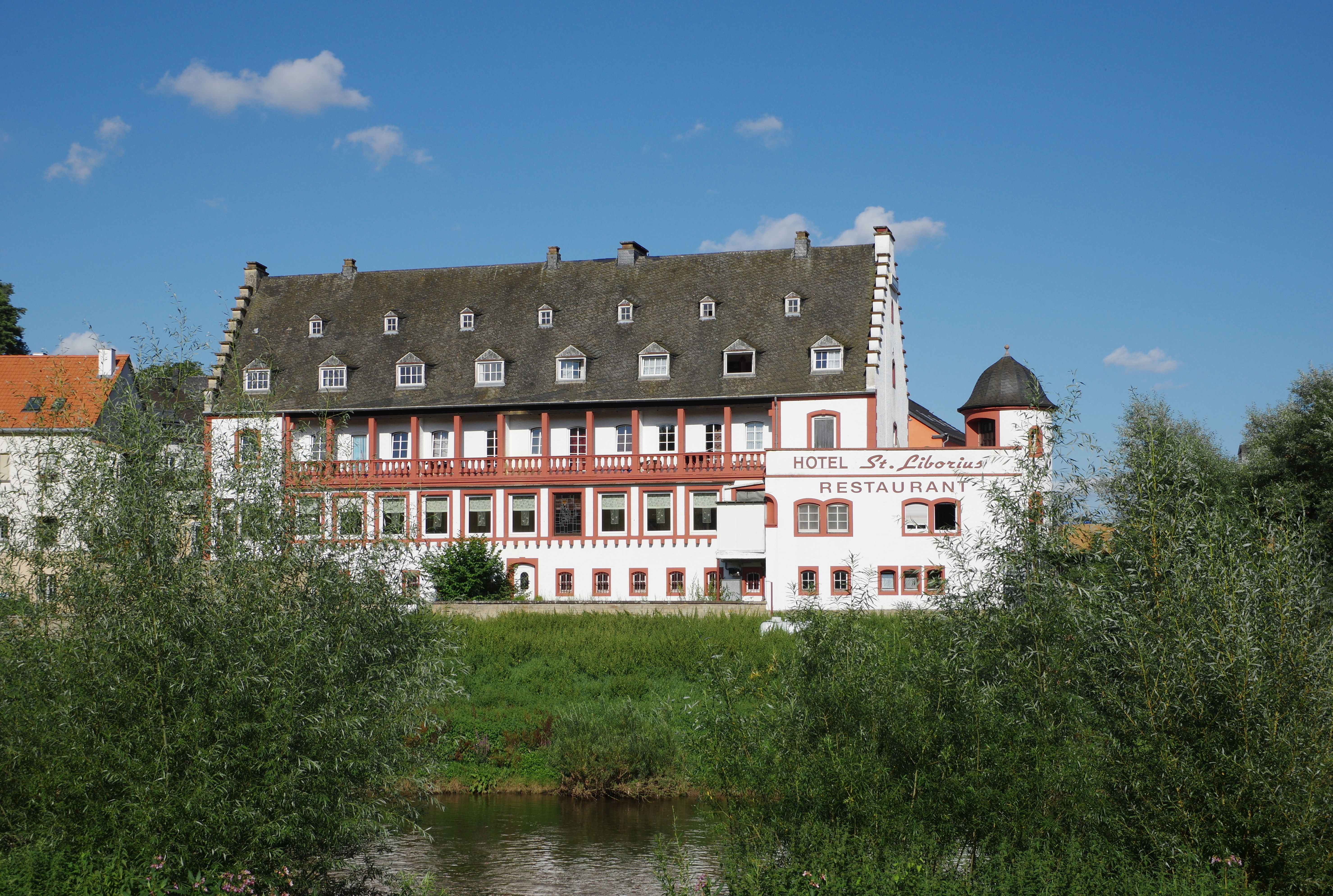
Hotel Liborius

### Bauwerke
- Sehenswert in Echternacherbrück ist die Liboriuskapelle am Hang des Ferschweiler-Plateaus.
- Erwähnenswert ist, dass die jedes Jahr am Pfingstdienstag in Echternach stattfindende Springprozession, deren Ursprünge bis ins Mittelalter zurückzuverfolgen sind, früher auf der Echternacherbrücker Seite startete. Diese Tradition wurde bis 1937 aufrechterhalten.[15]
- Statue Johannes Bertels
- Ehemalige Poststelle von 1914

Siehe auch: Liste der Kulturdenkmäler in Echternacherbrück

### Grünflächen und Naherholung
- Wandern in und um Echternacherbrück[16]

Siehe auch: Liste der Naturdenkmale in Echternacherbrück

### Regelmäßige Veranstaltungen
- Jedes Jahr am Pfingstdienstag findet in Echternach die Springprozession statt, deren Ursprünge bis ins Mittelalter zurückzuverfolgen sind. Sie startete früher auf der Echternacherbrücker Seite. Diese Tradition wurde bis 1937 aufrechterhalten.[15]
- Jährliches Kirmes- bzw. Kirchweihfest
- Traditionelles Ratschen oder Klappern am Karfreitag und Karsamstag
- Hüttenbrennen am ersten Wochenende nach Aschermittwoch (sogenannter Scheef-Sonntag)[17][18]

## Verkehr
Echternacherbrück ist über die Bundesstraßen B 257 und B 418 sowie die Landesstraße L 1 an das deutsche überregionale Straßennetz angeschlossen. Über die Grenzbrücken sind in Luxemburg die Nationalstraßen N10 und N11 erreichbar.

## Persönlichkeiten
- Toni Baur (1892–1971), ehemaliger Amtsbürgermeister von Kyllburg und Landrat des Kreises Daun